# 八木沢駅
八木沢駅（やぎさわえき）は、長野県上田市八木沢にある上田電鉄別所線の駅である。駅番号はBE14。

## 歴史
- 1921年（大正10年）6月17日：上田温泉電軌により、川西線の駅として開業[1]。
- 1939年（昭和14年）
  - 3月19日：路線名改称により、別所線の駅となる。
  - 9月1日：社名変更により、(旧)上田電鉄の駅となる。
- 1943年（昭和18年）10月21日：合併により、上田丸子電鉄の駅となる。
- 1969年（昭和44年）5月31日：社名変更により、上田交通の駅となる。
- 2005年（平成17年）10月3日：鉄道部門子会社化により、上田電鉄の駅となる。
- 2016年（平成28年）8月：駅ナンバリングが導入され、使用を開始[2][3]。

## 駅構造

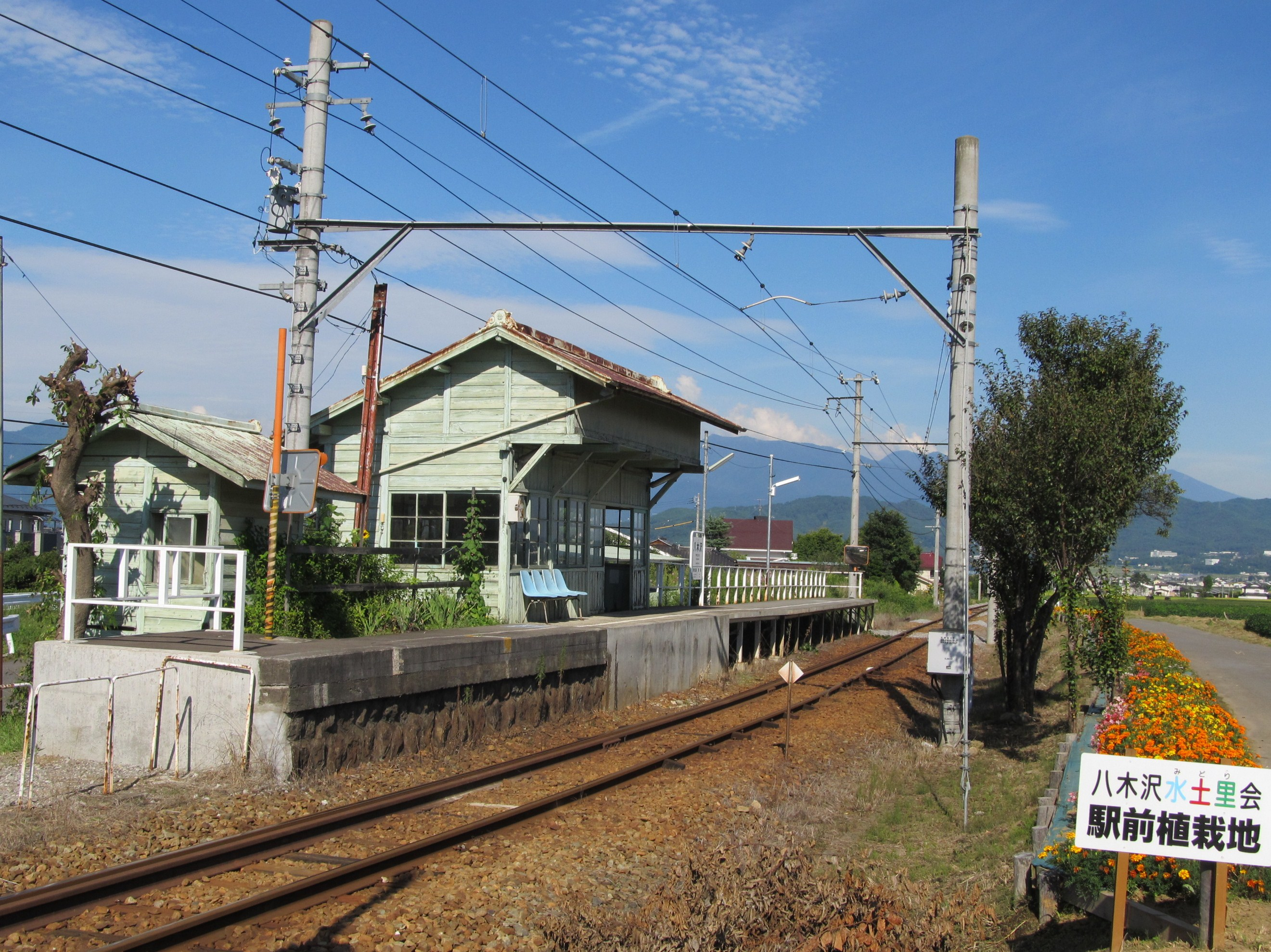
プラットホームと駅前植栽地（2011年9月）

単式1面1線のホームを持つ地上駅。かつては駅員配置駅であったが現在は無人駅である。上田丸子電鉄時代からの駅舎がある。上田丸子電鉄時代からのトイレもあったが、2015年（平成27年）までに撤去されている。自転車置場あり。当駅に列車交換施設を増設する計画があり、既に用地自体は確保されているが、事業化されていないため、地元住民管理の駅前植栽地（花壇）が作られている。
ホームが改修され段差がなくなったほか、2015年までに駅舎と自転車置場も改修され、屋根の張替えや再塗装が行われた。駅前には一時撤去されていた丸型ポストが再設置されたほか、自転車置場に飲物の自動販売機が設置された。2016年（平成28年）春に駅名標が更新され、鉄道むすめの別所線キャラクター「八木沢まい」（八木沢駅と隣の舞田駅にちなみ命名）のイラスト付きとなった。

## 利用状況
近年の一日平均乗車人員の推移は下記のとおり。
| 年度   | 一日平均 乗車人員 |
| ------ | ----------------- |
| 2010年 | 24                |
| 2011年 | 26                |
| 2012年 | 32                |
| 2013年 | 34                |
| 2014年 | 35                |
| 2015年 | 33                |
| 2016年 | 41                |
| 2017年 | 38                |

## 駅周辺
八木沢天満宮の東隣に新興の分譲住宅地「セレーノ八木沢」があるが、他は小さな住宅街と農地が広がっている。
- 兜神社
- 山田池
- 上田市立塩田西小学校
- 八木沢天満宮
  - 1921年（大正10年）の路線開業当初は当駅 - 別所駅（現在の別所温泉駅）間に「天神前駅」が設置されたが、1923年（大正12年）に廃止されている。駅と称するものの上田温泉電軌時代の停留場であり、また短期間で廃止されていることから、記録はほとんど残っていない。当駅より八木沢天満宮に近い場所に所在しており、当駅 - 別所温泉駅間の天神前踏切の先にあったという。廃止後100年経過しており、かつて停留場が存在していたことを窺わせる痕跡は全くない。

## ロケ地
AKB48メジャー6thシングル（通算8枚目）『夕陽を見ているか?』や、いきものがかりの13thシングル『ふたり』のプロモーションビデオに登場する。また貫地谷しほりの写真集『二十歳』の付属DVDに看板が撮影されている。2020年9月公開映画『リスタートはただいまのあとで』のロケ地となった。2022年6月公開映画『きさらぎ駅』では当駅が「きさらぎ駅」として登場する。

## 隣の駅
上田電鉄
■別所線
舞田駅（BE13） - 八木沢駅（BE14） - 別所温泉駅（BE15）